# Berbérati
Berbérati – miasto w południowo-wschodniej części Republiki Środkowoafrykańskiej, ośrodek administracyjny prefektury Mambéré-Kadéï. Około 59,4 tys. mieszkańców. Czwarte co do wielkości miasto kraju.
Miasto jest obsługiwane przez lotnisko Berbérati.